# Bogucsani-víztározó
A Bogucsani-víztározó (oroszul Богучанское водохранилище [Bogucsanszkoje vodohranyiliscse]) Oroszországban, az Angara folyón kialakított vízlépcső része, utolsóként létesített nagy víztározója. (Először az Irkutszki-, másodikként a Bratszki-, harmadikként az Uszty-ilimszki-víztározó készült el).

## Ismertetése
A víztározó a Közép-szibériai-fennsík délnyugati részén, a tajga övezetben terül el. A Bogucsani vízerőmű gátja mögött, az Alsó-Angara és mellékfolyói vizének visszaduzzasztásával keletkezett. A gát az Angara torkolatától (a hajózási útvonalon számítva) 445 km-re, Kogyinszk város közelében épült. Magassága 96 m, hossza csaknem egy kilométer; a gát teljes hossza a parti földgáttal együtt 2690 m. Tetején kétsávos autóutat alakítottak ki.
A mesterséges tó norma szerinti vízszintje 208 m (tengerszint feletti magasság). A vízfelszín területe: 2326 km². A tározó teljes befogadóképessége (a norma szerinti vízszintnél) 58,2 km³, vízgyűjtő területe 831 000 km². Hossza 375 km, legnagyobb szélessége 15 km, legnagyobb mélysége a gátnál 70 m. A partvonal hossza 2430 km. A gát visszaduzzasztó hatása az Angarán feljebb épült uszty-ilimszki vízerőműig terjed és a beömlő mellékfolyók alsó folyásán is érvényesül. Télen a víztározó kb. 7 hónapra befagy, a jég vastagsága akár a másfél métert is eléri. 
A víztározó a feltöltéskor másfél ezer km²-es területet öntött el. Előzőleg 31 kistelepülésről 12 200 személyt költöztettek új helyre, és nyolc lakott helység szűnt meg. Köztük volt a 18. században keletkezett Kezsma járási székhely is, ahonnan a járási székhelyet Kogyinszkba helyezték át.

## Éghajlat
Az éghajlat szélsőségesen kontinentális. Meleg és csapadékos a nyár, hosszú és igen hideg a tél. Az évi középhőmérséklet -2,6 – -4,3 °C, a januári középhőmérséklet -24,4 – -27,4 °C. A legalacsonyabb hőmérséklet -60 °C volt (Kezsma falu, 1950-ben), a legmagasabb hőmérséklet 38 °C volt (Bogucsani, 1970-ben). A fagymentes napok száma évente 87 és 108 között változik. Szeptember első felében jelentkeznek az első fagyos napok, októberben már hótakaró borítja a területet és április végéig tartósan megmarad. 

## Mellékfolyók
A mesterséges tóba ömlő legnagyobb mellékfolyó a Kova (hossza 452 km, vízgyűjtő területe 11 700 km²), amelynek 75 km-es alsó szakasza öböllé szélesedett. További jelentős mellékfolyók:
- jobb oldalról a Koda (283 km) és a Kata (233 km)
- bal oldalról a Jedarma (153 km) és a Parta (113 km).

A mellékfolyókat az ívási időszakban korábban számos értékes halfaj  kereste fel, pl. kecsege, szibériai tok, fehér lazac (Stenodus leucichthys nelma) és más lazacfélék (Coregonus tugun). A vízerőmű megépítésével ívási vándorlásuk megszűnt, ezért  megnőtt a gazdaságilag kevésbé értékes halfajok (csuka, menyhal, durbincs, nyúldomolykó, stb.) aránya. Ez a halászatot és a helyi lakosságot is hátrányosan érinti. 